# Liptena kelle
Liptena kelle är en fjärilsart som beskrevs av Henry Stempffer 1964. Liptena kelle ingår i släktet Liptena och familjen juvelvingar. Inga underarter finns listade i Catalogue of Life.